# 1007 w polityce

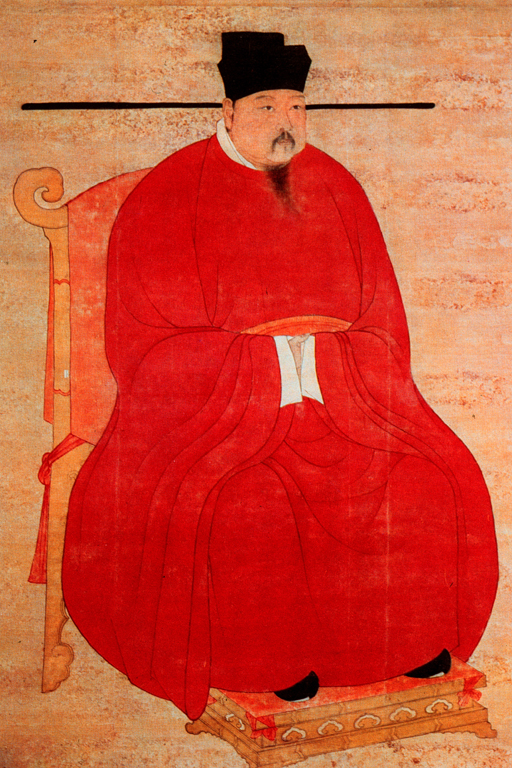
Cesarz Zhenzong

Wydarzenia polityczne w 1007 roku.

## Wydarzenia
- Ethelred II Bezradny[1] płaci trybut Dunczykom w zamian za dwuletni rozejm.
- Henryk II Święty zrywa pokój z Polską, początek wojny polsko-niemieckiej[2].

## Zmarli
- Guo, cesarzowa Chin, żona cesarza Zhenzonga[3].